# Oberelbische Verkehrsgesellschaft Pirna-Sebnitz
Die Oberelbische Verkehrsgesellschaft Pirna-Sebnitz mbH (OVPS) betrieb Bus-, Straßenbahnlinien und Fährverbindungen auf der Elbe im ehemaligen Landkreis Sächsische Schweiz. Die Buslinien und Fährverbindungen der OVPS waren in den Verkehrsverbund Oberelbe eingebunden. Das Verkehrsgebiet umfasste große Teile des Landkreises Sächsische Schweiz-Osterzgebirge sowie Stichstrecken in die Landeshauptstadt Dresden und den Landkreis Bautzen.
Die OVPS wurde als Nachfolger der Sparte Personenverkehr des VEB Kraftverkehr Pirna am 10. Februar 1992 gegründet. In Pirna und Sebnitz hatte das Unternehmen zwei Busbetriebshöfe. Hinzu kommt der Betriebshof Bad Schandau, von welchem aus Busse, die Straßenbahnen und die Fähren betreut werden.
Am 1. Januar 2017 übernahm die OVPS die Anteile der DB Regio an der Regionalverkehr Dresden GmbH (RVD), seitdem ist die RVD zu 51 Prozent im Besitz der OVPS. Die übrigen 49 Prozent sind im Besitz des Landkreises Sächsische Schweiz-Osterzgebirge. Beide Unternehmen verfügen zusammen über 232 Busse und sind Arbeitgeber für 565 Mitarbeiter (Stand 2018). Am 1. Januar 2019 wurden beide Unternehmen verschmolzen und treten nun unter der der Bezeichnung Regionalverkehr Sächsische Schweiz-Osterzgebirge GmbH (RVSOE) auf.

## Liniennetz

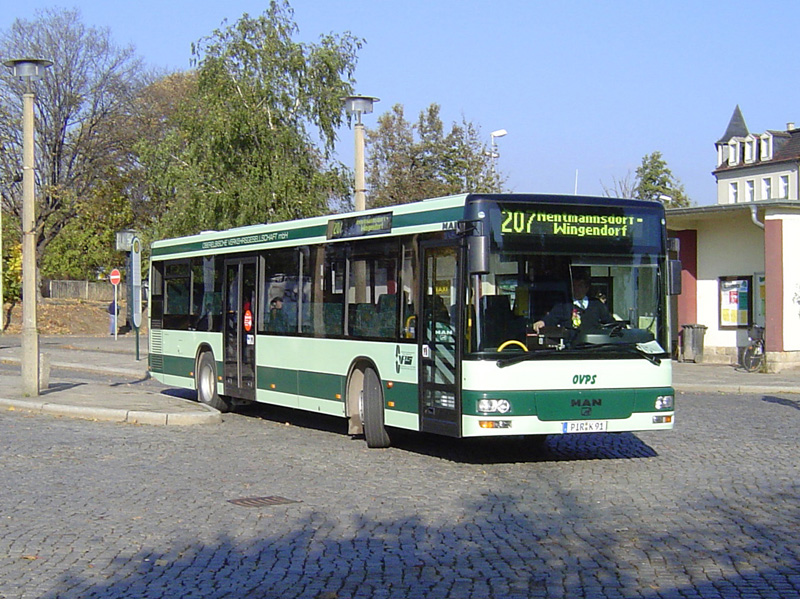
PIR-K 91 (MAN NÜ 313) der OVPS auf dem Pirnaer Busbahnhof

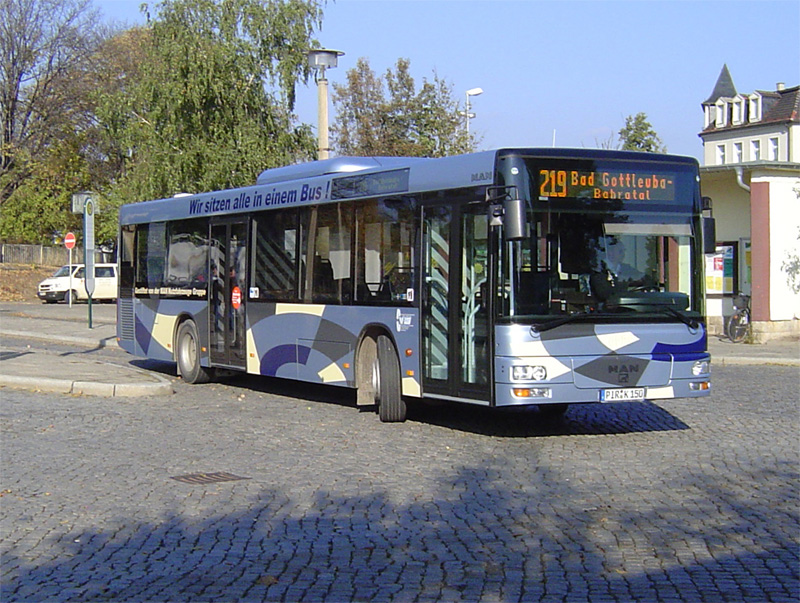
PIR-K 150 (MAN NL 263) der OVPS auf dem Pirnaer Busbahnhof

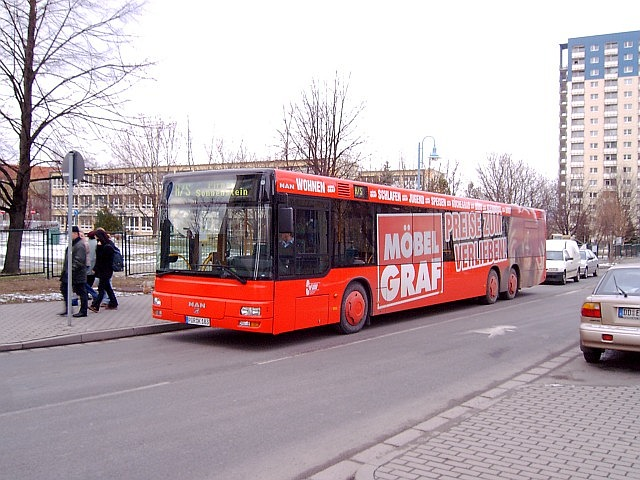
PIR-K 183 (MAN NL 313-15) der OVPS in Pirna-Sonnenstein

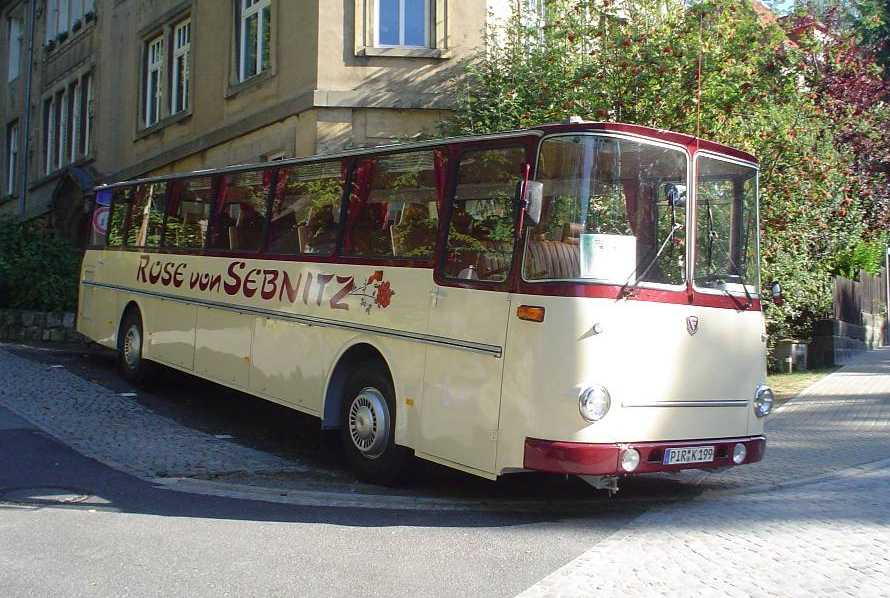
PIR-K 199 (Fleischer S5 RU) der OVPS in Sebnitz (Rose von Sebnitz)

Stand: 3. Juli 2017

### Busverkehr

#### Stadtverkehr Heidenau/Dohna
| Linie | Fahrstrecke                                                                      |  |
| ----- | -------------------------------------------------------------------------------- |  |
| A     | Bahnhof Heidenau – Bahnhof Heidenau Süd – Dohna – Großsedlitz – Bahnhof Heidenau |  |
| B     | Bahnhof Heidenau – Dohna – Borthen – Bahnhof Heidenau                            |  |

#### Stadtverkehr Pirna
| Linie | Fahrstrecke |
| ----- | --- |
| C     | Bahnhof Pirna – Fähre/Elbparkplatz – 3× Altstadt – 3× Stadtmitte – Bahnhof als Ringlinie                                                  |
| G/L   | Stadtmitte – Copitz-West – Liebethal – Graupa ( – Birkwitz – Pratzschwitz) – Copitz-West – Stadtmitte                                     |
| H/S   | Pirna-Sonnenstein – Stadtmitte – Heidenau – Dresden-Prohlis und zurück                                                                    |
| H/S   | Pirna-Sonnenstein – Stadtmitte – Copitz-West – Heidenau – Dresden-Zentrum und zurück (Nachtbus in den Nächten Fr./Sa.; Sa./So und zu FT.) |
| M     | Stadtmitte – Mockethal – Gewerbegebiet Nord – Birkwitzer Straße und zurück                                                                |
| N     | Busbahnhof/Bahnhof – Südvorstadt – Neundorf und zurück                                                                                    |
| P     | Stadtmitte – Pratzschwitz – Birkwitz – Dresden-Pillnitz und zurück                                                                        |
| Z     | Stadtmitte – Zuschendorf – Dohma – Zehista – Stadtmitte                                                                                   |

#### Stadtverkehr Sebnitz
| Linie | Fahrstrecke                                                                             |
| ----- | --------------------------------------------------------------------------------------- |
| R/T   | Einkaufspark – Busbahnhof – Bahnhof – Krankenhaus – Bahnhof – Busbahnhof – Einkaufspark |

#### Regionallinien
| Linie      | Fahrstrecke                                                                                       |
| ---------- | ------------------------------------------------------------------------------------------------- |
| Bastei-Bus | P+R Rathewalde – Zum Steinernen Tisch – Bastei und zurück                                         |
| 204        | Pirna – Dohna – Großröhrsdorf – Liebstadt und zurück                                              |
| 205        | Pirna – Liebstadt – Breitenau und zurück                                                          |
| 206        | Liebstadt – Waltersdorf – Glashütte und zurück                                                    |
| 207a       | Pirna – Ottendorf b. Pirna – Wingendorf (– Bad Gottleuba – Breitenau) und zurück                  |
| 207b       | Nentmannsdorf – Gersdorf – Liebstadt und Breitenau – Göppersdorf – Gersdorf – Nentmannsdorf       |
| 209        | Pirna – Cotta und zurück                                                                          |
| 214        | Bad Gottleuba – Oelsen – Bad Gottleuba                                                            |
| 216        | Pirna – Berggießhübel – Bad Gottleuba – Hellendorf                                                |
| 217        | Hellendorf – Petrovice – Tisá – Sněžník – Rosenthal und zurück                                    |
| 218        | Pirna – Langenhennersdorf – Hellendorf und zurück                                                 |
| 219        | Pirna – Cotta – Berggießhübel – Bad Gottleuba – Hellendorf und zurück                             |
| 235        | Hohnstein – Ehrenberg – Ulbersdorf und zurück                                                     |
| 236        | Pirna – Lohmen – Dürrröhrsdorf-Dittersbach – Heeselicht – Hohnstein – Sebnitz und zurück          |
| 237        | Pirna – Lohmen – Bastei – Hohnstein – Sebnitz und zurück                                          |
| 238        | Pirna – (Lohmen –) Dorf Wehlen – Stadt Wehlen und zurück                                          |
| 241        | Pirna – Struppen – Königstein – Bad Schandau – Hinterhermsdorf und zurück                         |
| 242        | Königstein – Rosenthal und zurück                                                                 |
| 244a       | Königstein – Kurort Gohrisch – Papstdorf – Cunnersdorf – Kleingießhübel und zurück                |
| 244b       | Bad Schandau – Kurort Gohrisch – Papstdorf – Cunnersdorf – Kleingießhübel und zurück              |
| 245        | Pirna – Leupoldishain – Rosenthal und zurück                                                      |
| 246        | Pirna-Copitz – Leupoldishain – \|Königstein und Pirna – Naundorf – Weißig – Königstein und zurück |
| 247        | Rosenthal – Bad Gottleuba und zurück                                                              |
| 251        | Bad Schandau – Krippen – Kleingießhübel und zurück                                                |
| 252        | Schöna – Krippen – Bad Schandau – Ostrau – Schmilka und zurück                                    |
| 253        | Bad Schandau – Prossen – Waltersdorf ( – Ebenheit) und zurück                                     |
| 260        | Bad Schandau – Sebnitz und zurück                                                                 |
| 261        | Sebnitz – Neustadt – Stolpen – Dresden und zurück                                                 |
| 263        | Oberottendorf – Rückersdorf – Neustadt – Langburkersdorf und zurück                               |
| 264        | Hohnstein – Neustadt – Bischofswerda und zurück                                                   |
| 267/117    | Sebnitz – Krumhermsdorf – Neustadt – Steinigtwolmsdorf – Bautzen und zurück                       |
| 268        | Sebnitz – Saupsdorf – Hinterhermsdorf und zurück                                                  |
| 269        | Sebnitz – Ottendorf – Hinterhermsdorf und zurück                                                  |

Zwischen dem 1. August 2008 und dem 23. Dezember 2008 verkehrten die Linien 208 (Pirna – Dippoldiswalde) und 211 (Pirna – Freital). Beide Linien nahmen im Zuge der sächsischen Kreisgebietsreform den Betrieb auf, um vor allem Mitarbeiter des Landratsamtes zwischen den neuen Standorten zu befördern. Die Leistungen wurden jeweils zur Hälfte von der OVPS und dem Regionalverkehr Dresden erbracht. Da die Fahrgastzahlen deutlich unter den Erwartungen blieben, wurden am 23. Dezember 2008 die letzten Fahrten durchgeführt.

### Fährverbindungen
| Linie | Fahrstrecke                                 | Fluss/Gewässer |
| ----- | ------------------------------------------- | -------------- |
| F1    | Schöna – Hřensko (CZ)                       | Elbe           |
| F2    | Schmilka Ort – Schmilka Bahnhof             | Elbe           |
| F3    | Postelwitz – Krippen                        | Elbe           |
| F4    | Krippen – Bad Schandau, Stadt               | Elbe           |
| F5    | Bad Schandau, Stadt – Bad Schandau, Bahnhof | Elbe           |
| F6    | Königstein – Halbestadt                     | Elbe           |
| F8    | Stadt Wehlen, Markt – Bahnhof (Pötzscha)    | Elbe           |
| F9    | Pirna – Pirna-Copitz                        | Elbe           |
| F10   | Birkwitz – Heidenau                         | Elbe           |

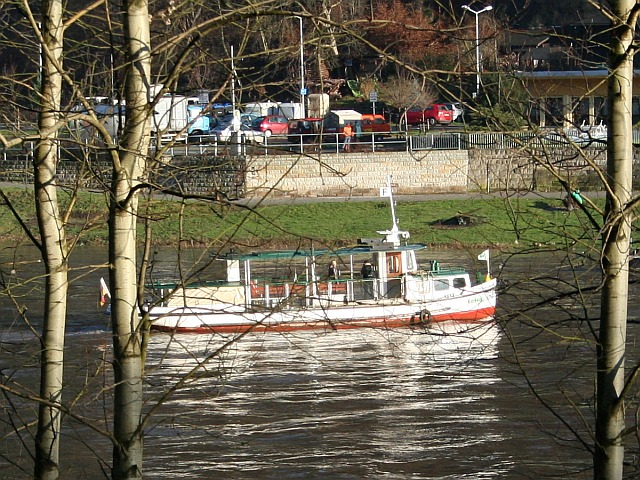
Fährschiff Lena der OVPS in Schmilka

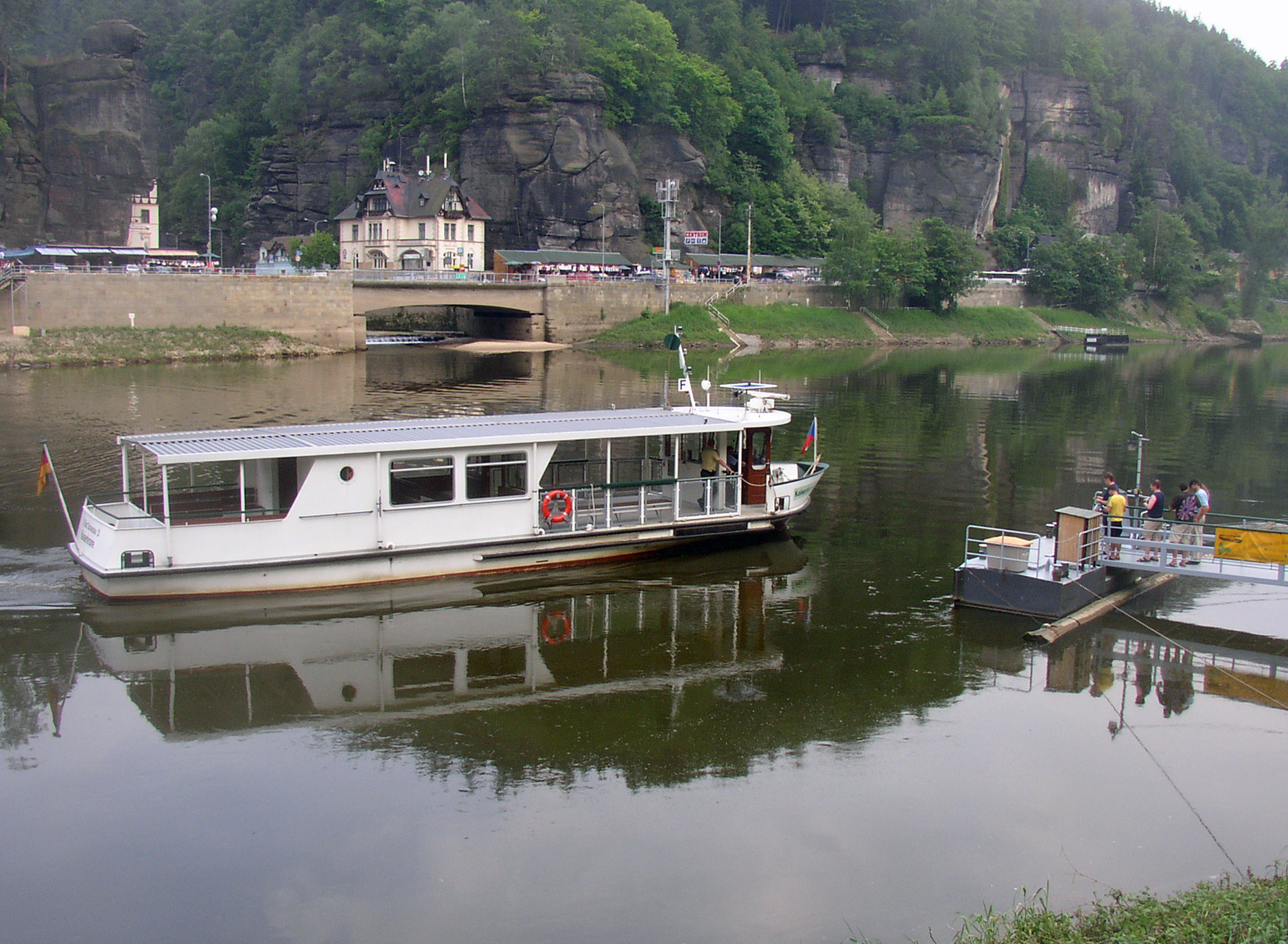
Fähre Schöna – Hřensko (CZ)

Die OVPS betreibt außerdem eine Schifffahrtslinie zwischen Bad Schandau, Krippen, Schmilka und Hřensko. Diese verkehrt nur von Ostern bis Anfang November.

### Straßenbahn

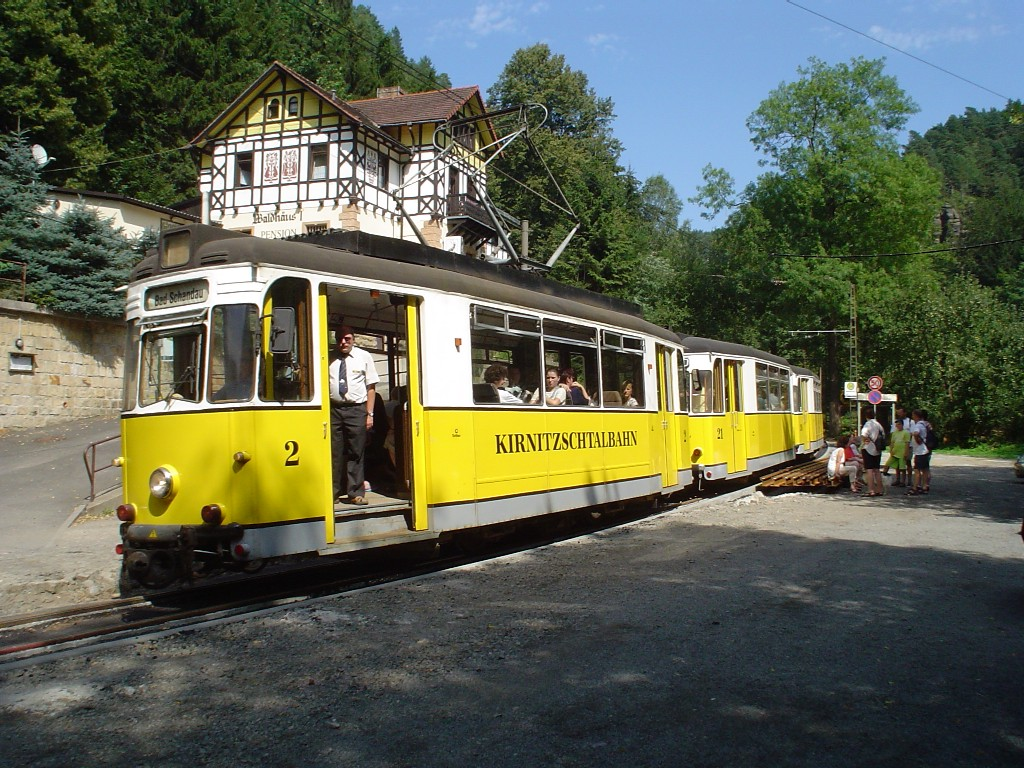
Triebwagen 2 der Kirnitzschtalbahn an der Haltestelle Forsthaus

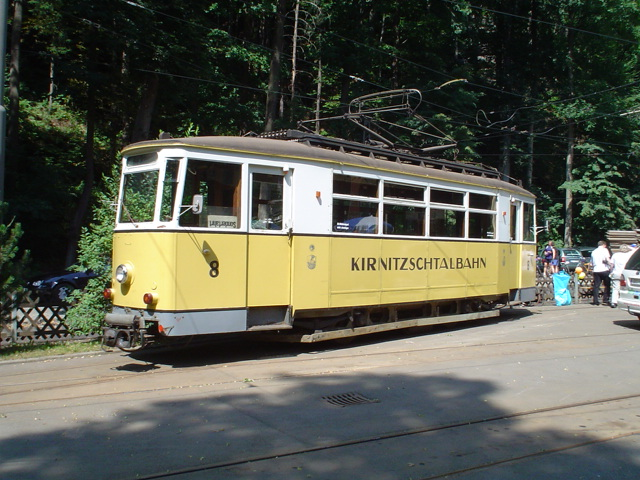
Historischer Triebwagen 8 der Kirnitzschtalbahn im Depot Bad Schandau

Die OVPS betreibt die Kirnitzschtalbahn, welche zwischen Bad Schandau und dem Lichtenhainer Wasserfall verkehrt. Sie wird als Linie K bezeichnet, wobei die Linienbezeichnung nicht an den Fahrzeugen angeschrieben steht, und bedient folgende Haltestellen:
- Bad Schandau Kurpark
- Botanischer Garten
- Waldhäus´l
- Ostrauer Mühle/Zeltplatz
- Mittelndorfer Mühle
- Forsthaus
- Nasser Grund
- Beuthenfall
- Lichtenhainer Wasserfall